# بو-بو بير

بو-بو بير أو الدب بو-بو (بالإنجليزية: Boo-Boo Bear)‏هو أحد شخصيات خيالية كرتونية من هانا-باربيرا الظهور الأول للشخصية من المسلسل الكرتوني ذا يوغي بير شو في عام 1958. تم ابتكار الشخصية من قبل ويليام هانا , جوزيف باربيرا .
بو-بو بير هو دب بني يعيش في منتزه جيليستون بارك وهو رفيق الدرب الدائم يدعى يوغي بير.